# Babina holsti
Espèce
Synonymes
- Rana holsti Boulenger, 1892

Statut de conservation UICN

 EN B1ab(iii,v) : En danger
Babina holsti est une espèce d'amphibiens de la famille des Ranidae.

## Répartition
Cette espèce est endémique des îles Ryūkyū au Japon. Elle se rencontre :
- dans le nord de l'île d'Okinawa Hontō dans l'archipel Okinawa ;
- sur l'île de Tokashiki-jima dans l'archipel Kerama.

## Étymologie
Cette espèce est nommée en l'honneur de P. Aug. Holst.

## Publication originale
- Boulenger, 1892 : Descriptions of new reptiles and batrachians from the Loo Choo Islands. Annals and Magazine of Natural History, sér. 6, vol. 10, p. 302-304 (texte intégral).